# Eve Southern
Pour les articles homonymes, voir Southern (homonymie).

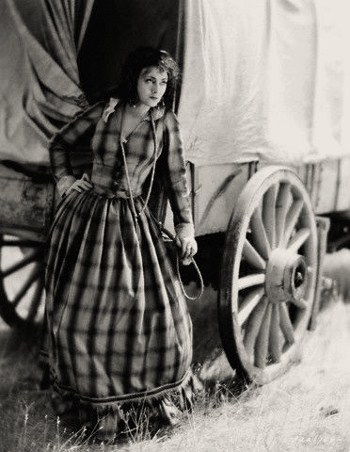
Dans L'Attaque de la caravane (1931, photo promotionnelle)

Eve Southern est une actrice américaine, née Elva L. McDowell le 23 août 1898 à Ranger (Texas), morte le 29 novembre 1972 à Santa Monica (Californie).

## Biographie
Eve Southern (pseudonyme) débute au cinéma en tenant un petit rôle non crédité dans Intolérance de D. W. Griffith (avec Lillian Gish et Mae Marsh), sorti en 1916. Suivent vingt-huit autres films muets américains (y compris quelques courts métrages), dont A Woman of the Sea de Josef von Sternberg (1926, avec Edna Purviance, réputé perdu) et Le Gaucho de F. Richard Jones (1927, avec Douglas Fairbanks et Lupe Vélez).
Puis elle contribue à neuf films parlants (les deux premiers sortis en 1929), dont Cœurs brûlés de Josef von Sternberg (1930, avec Gary Cooper et Marlène Dietrich) et le western L'Attaque de la caravane d'Otto Brower et David Burton (1931, avec Gary Cooper et Lily Damita).
Son dernier film est Sa Majesté est de sortie de Josef von Sternberg (avec Grace Moore et Franchot Tone), sorti en 1936, après lequel elle se retire, en raison des séquelles laissées par un accident de voiture.

## Filmographie partielle
- 1916 : Intolérance (Intolerance : Love's Struggle Throughout the Ages) de D. W. Griffith : Une favorite du harem
- 1917 : A Matrimonial Accident de Charles Avery (court métrage) : rôle non spécifié
- 1917 : Officer Jerry de Milton J. Fahrney (court métrage) : rôle non spécifié
- 1917 : His Saving Grace d'Harry McCoy (court métrage) : rôle non spécifié
- 1918 : Broadway Love d'Ida May Park : Drina
- 1921 : Greater Than Love de Fred Niblo : Clairice
- 1921 : Le Vieux Comédien (After the Show) de William C. de Mille : Naomi Stokes
- 1921 : The Rage of Paris de Jack Conway : Mignonne Le Place
- 1922 : The Golden Gallows de Paul Scardon : Cléo Twayne
- 1922 : Des gens très bien (Nice People) de William C. de Mille : Eileen Baxter-Jones
- 1923 : Âmes à vendre (Souls for Sale) de Rupert Hughes : Mlle Velma Slade
- 1923 : Trimmed in Scarlet de Jack Conway : Fifi Barclay
- 1923 : Burning Words de Stuart Paton : Nan Bishp
- 1924 : The Dangerous Blonde de Robert F. Hill : Yvette
- 1924 : The Chorus Lady de Ralph Ince : Mlle Simpson
- 1926 : A Woman of the Sea de Josef von Sternberg : Magdalen
- 1927 : Resurrection d'Edwin Carewe : Princesse Sonia Korchagin
- 1927 : Le Gaucho (The Gaucho) de F. Richard Jones : La miraculée du sanctuaire
- 1927 : Les Gaietés de l'infanterie (With Love and Hisses) de Fred Guiol (court métrage) : La seconde petite amie du capitaine Bustle
- 1928 : The Haunted House de Benjamin Christensen : La somnambule
- 1928 : Stormy Waters d'Edgar Lewis : Lola
- 1928 : Clothes Makes the Woman de Tom Terriss : Princesse Anastasia
- 1929 : The Voice Within de George Archainbaud : rôle non spécifié
- 1930 : Cœurs brûlés (Morocco) de Josef von Sternberg : Mme Caesar
- 1930 : Lilies of the Field d'Alexander Korda : Pink
- 1931 : L'Attaque de la caravane (Fighting Caravans) d'Otto Brower et David Burton : Faith
- 1932 : Law of the Sea d'Otto Brower : Estelle
- 1934 : The Ghost Walks de Frank R. Strayer : Béatrice
- 1935 : Stage Frights d'Albert Ray (court métrage) : rôle non spécifié
- 1936 : Sa Majesté est de sortie (The King Steps Out) de Josef von Sternberg : La bohémienne diseuse de bonne aventure